# Tadeusz Okoń
Tadeusz Okoń (ur. 4 listopada 1872 w Błażowej, zm. 10 października 1957 w Krakowie) – polski malarz.
Pochodził z rodziny chłopskiej, w 1887 ukończył gimnazjum i rozpoczął studia malarskie w krakowskiej Szkole Sztuk Pięknych. Pobierał nauki w pracowni Jana Matejki, Leopolda Löfflera, Władysława Łuszczkiewicza i Teodora Axentowicza. W 1896 wyjechał do Wiednia, gdzie kontynuował naukę, w tym samym roku przeniósł się do Monachium, a w 1898 do Paryża. W 1900 powrócił do Galicji i podjął pracę, jako nauczyciel rysunku w Bochni. Od 1910 uczył w Szkole Rysunku i Malarstwa, którą założył Ludwik Stasiak, przy wsparciu towarzystwa Stella. Równocześnie tworzył, były to najczęściej portrety ziemian i osób pochodzących z miejscowej elity. W latach trzydziestych XX wieku przeprowadził się na krótko do Zwardonia, a następnie do Sandomierza. Po 1945 schorowanym artystą zajęli się bracia kapucyni z Krakowa, gdzie zmarł mając 84 lata. Spoczywa na Cmentarzu Salwatorskim w Krakowie. Liczną spuściznę po Tadeuszu Okoniu stanowią portrety, w tym portrety kobiet, które często reprodukowano w formie kalendarzy i kart pocztowych. Duża część obrazów znajduje się Muzeum w Bochni, Muzeach Narodowych w Warszawie i Kielcach, Muzeum Zamek w Łańcucie, Galerii Akademii Sztuk Pięknych w Krakowie, a także w Bibliotece Narodowej i kolekcjach osób prywatnych.